# باريشيفكا
باريشيفكا (Баришівка) هي مدينة في مقاطعة كيييفسكا في أوكرانيا. ويبلغ عدد سكانها حوالي 11,178 نسمة (2001).

## أعلام
- سفيتلانا جيراسيمنكو

## وصلات خارجية
- موقع مدينة باريشيفكا (بالأوكرانية)
- موقع مستقل عن مدينة باريشيفكا والمنطقة (بالأوكرانية)